# Wordy Rappinghood
"Wordy Rappinghood" é uma canção da banda norte-americana Tom Tom Club. A cançãofoi o primeiro single da banda, e foi lançado como primeiro single de álbum de estúdio de mesmo nome.

## Faixas
| Download digital |                     |         |  |
| N.º              | Título              | Duração |  |
| 1.               | "Wordy Rappinghood" | 3:50    |  |

## Desempenho nas tabelas musicais

### Posições
| Tabelas musicais (1981)               | Melhor posição |
| ------------------------------------- | -------------- |
| Estados Unidos - Hot Dance Club Songs | 1              |
| Nova Zelândia - RIANZ                 | 35             |
| Países Baixos - MegaCharts            | 2              |
| Reino Unido - UK Singles Chart        | 7              |

## Versão de Uffie
"Wordy Rappinghood" é uma canção da cantora pop norte-americana Uffie lançado em 18 de Abril de 2011. O single, foi produzido por DJ Mehdi e lançado através das gravadoras Ed Banger Records, Elektra Records e Because Music.